# Afrosoricida
Red Afrosoricida vsebuje zlate krte iz južne Afrike in tenreke z Madagaskarja in iz celinske Afrike. To sta dve družini majhnih sesalcev, ki tradicionalno spadata v red žužkojedov (Insectivora)

## Klasifikacija
Nekateri biologi uporabljajo izraz Tenrecomorpha kot ime za klad tenrek-zlati krt, ampak dokazi kažejo na to da je Afrosoricida bolj primerno ime in Tenrecomorpha se uporablja kot ime za podred tenrekov.
Tradicionalno ti dve skupini uvrščajo skupaj z ježi, rovkami in krti med žužkojede. Kakorkoli, vedno so obstajala mnenja da Tenrecomorpha oz. vsaj zlati krti niso pravi žužkojedi. Ta mnenja sedaj podpirajo genske raziskave, ki kažejo povezavo med Tenrecomorpha in različnimi drugimi afriškimi sesalci in jih uvrščajo v superred Afrotheria. Vendar ni trdnih dokazov, ki bi povezali Afrosoricida skupaj z drugimi Afrotheriani. 
Afrosoricide včasih uvrščajo tudi med Afroinsectiphilia, klad znotraj Afrotheria. 
- Infrarazred Eutheria: višji sesalci
  - Superred Afrotheria (?)
    - Klad Afroinsectiphilia
      - Red Afrosoricida
        - Podred Tenrecomorpha
          - Družina Tenrecidae: tenreki in pritlikave vidrovke; 30 vrst v 10 rodovih

        - Podred Chrysochloridea
          - Družina Chrysochloridae: zlati krti; okoli 21 vrst v 9 rodovih

    - Klad Pseudungulata (glede na zadnje podatke so del Afroinsectiphilia)
      - Red Macroscelidea: rilčasti skakači
      - Red Tubulidentata: cevozobci

    - Klas Paenungulata
      - Red Hyracoidea: pečinarji
      - Red Proboscidea: sloni
      - Red Sirenia: morske krave

- - (drugi superredovi tukaj niso našteti)